# MPEG LA
MPEG LA, LLC — компания, осуществляющая лицензирование использования стандартов на основе патентного пула, охватывающего патенты на стандарты MPEG-2, MPEG-4 Visual (Part 2), IEEE 1394, VC-1, ATSC, MVC, AVC/H.264 и HEVC. Компания также работает в направлении объединения LTE патентов.
MPEG LA базируется в Денвере, штат Колорадо, США.